# 奥尔卡霍-德蒙特马约尔
奥尔卡霍-德蒙特马约尔（西班牙語：Horcajo de Montemayor）是西班牙卡斯蒂利亚-莱昂萨拉曼卡省的一个市镇。 总面积30平方公里，总人口192人（2001年），人口密度6人/平方公里。